# Шон Бейкър
Шон Бейкър (на английски: Sean Baker) е американски филмов режисьор, сценарист, монтажист и продуцент.
Известен е със своите независими филми, често разглеждащи животите на маргинализирани хора като имигранти и секс работници. Филмът му „Анора“ (2024) печели наградата „Златна палма“ на фестивала в Кан през 2024 година.
Роден е и израства в Съмит, Ню Джърси. Завършва кинознание в Нюйоркския университет.
Първия си филм Take Out заснема през 2004 година, но става известен в кино средите след „Старлетка“ (2012) и „Мандарина“ (2015). „Старлетка“ разглежда необичайното приятелство между 21-годишно момиче и 85-годишна жена, а в основата на „Мандарина“ е транссексуална проститука, която открива, че нейният сводник ѝ изневерява. Следващият му филм „Проектът „Флорида““ (2017) с участието на Уилям Дефо разглежда живота в мотел на 6-годишно момиче и неговата майка. Филмът получава добри отзиви и номинации за „Оскар“ и „Златен глобус“. В „Червената ракета“ (2021) Саймън Рекс е бивш порнографски актьор, който се завръща в родния си град Тексас.
Най-големия си успех постига с филма си „Анора“ (2024) за връзката между екзотична танцьорка и сина на руски олигарх. Филмът печели „Златна палма“ и Бейкър става първият американски режисьор, постигнал това след Терънс Малик през 2011 година. На 2 март 2025 година филмът му печели пет награди Оскар – за най-добър филм, най-добра женска роля (Майки Медисън), най-добър режисьор, най-добър монтаж и най-добър оригинален сценарий.
През 2018 година става член на Академията за филмово изкуство и наука.

## Избрана Филмография

### Режисьор
- „Старлетка“ (2012)
- „Мандарина“ (2015)
- „Проектът „Флорида““ (2017)
- „Червената ракета“ (2021)
- „Анора“ (2024)